# Esthlogena spinipennis
Esthlogena spinipennis là một loài bọ cánh cứng trong họ Cerambycidae.